# Aldo Ballarin
Aldo Ballarin (Chioggia, 10 gennaio 1922 – Superga, 4 maggio 1949) è stato un calciatore italiano, di ruolo difensore.

## Caratteristiche tecniche
Terzino destro in grado di svolgere al meglio sia la fase offensiva, sia quella difensiva, si adeguò al "sistema" dopo aver giocato per anni con il "metodo". Fu un pilastro difensivo del Grande Torino, con il quale riuscì a collezionare numerosi trofei.

## Carriera
Dopo due stagioni al Rovigo in Serie C, nel 1941 viene acquistato dalla Triestina, con cui disputa due campionati di Serie A. Disputa il Campionato Alta Italia con il Venezia nel 1943-1944. Conclusa la seconda guerra mondiale, ritorna regolarmente alla Triestina nel 1944-1945 e il 14 settembre 1945 il Torino lo acquista a titolo definitivo dalla squadra giuliana per una cifra compresa tra 1 500 000 e 1 650 000 lire.

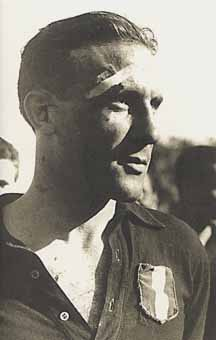
Ballarin dopo una "battaglia" sul campo

Con il Torino vinse quattro scudetti (1945-1946, 1946-1947, 1947-1948, 1948-1949).
Morì il 4 maggio 1949, rimanendo coinvolto nella tragedia di Superga insieme al fratello minore Dino, che era stato ingaggiato dal Torino solo due anni prima.
In ricordo della scomparsa di Dino e Aldo, nel 1950 il comune di Chioggia ha intitolato il proprio stadio comunale in memoria dei due atleti. Lo stesso ha fatto il comune di San Benedetto del Tronto, che nel 1949 intitolò il campo sportivo, allora utilizzato dalla Sambenedettese, ai due fratelli. Anche il campo comunale di San Felice Circeo è intitolato al terzino del grande Torino.
Aldo Ballarin è stato sepolto nel cimitero di Chioggia, vicino al fratello Dino.

## Nella cultura di massa
Aldo Ballarin è stato interpretato dall'attore Marco Bonafaccia nella miniserie TV Il Grande Torino, diretta da Claudio Bonivento.

## Statistiche

### Presenze e reti nei club
| Stagione         | Squadra          | Campionato       | Campionato | Campionato | Totale | Totale |
| Stagione         | Squadra          | Comp             | Pres       | Reti       | Pres   | Reti   |
| ---------------- | ---------------- | ---------------- | ---------- | ---------- | ------ | ------ |
| 1939-1940        | Rovigo           | C                | 9          | 0          | 9      | 0      |
| 1940-1941        | Rovigo           | C                | 27         | 2          | 27     | 2      |
| Totale Rovigo    | Totale Rovigo    | Totale Rovigo    | 36         | 2          | 36     | 2      |
| 1941-1942        | Triestina        | A                | 27         | 1          | 27     | 1      |
| 1942-1943        | Triestina        | A                | 30         | 0          | 30     | 0      |
| Totale Triestina | Totale Triestina | Totale Triestina | 57         | 1          | 57     | 1      |
| 1943-1944        | Venezia          | DN               | 16         | 6          | 16     | 6      |
| 1945-1946        | Torino           | A                | 39         | 2          | 39     | 2      |
| 1946-1947        | Torino           | A                | 38         | 0          | 38     | 0      |
| 1947-1948        | Torino           | A                | 39         | 1          | 39     | 1      |
| 1948-1949        | Torino           | A                | 32         | 1          | 32     | 1      |
| Totale Torino    | Totale Torino    | Totale Torino    | 148        | 4          | 148    | 4      |
| Totale carriera  | Totale carriera  | Totale carriera  | 257        | 13         | 257    | 13     |

### Cronologia presenze e reti in nazionale
| Cronologia completa delle presenze e delle reti in nazionale ― Italia | Cronologia completa delle presenze e delle reti in nazionale ― Italia | Cronologia completa delle presenze e delle reti in nazionale ― Italia | Cronologia completa delle presenze e delle reti in nazionale ― Italia | Cronologia completa delle presenze e delle reti in nazionale ― Italia | Cronologia completa delle presenze e delle reti in nazionale ― Italia | Cronologia completa delle presenze e delle reti in nazionale ― Italia | Cronologia completa delle presenze e delle reti in nazionale ― Italia |
| Data                                                                  | Città                                                                 | In casa                                                               | Risultato                                                             | Ospiti                                                                | Competizione                                                          | Reti                                                                  | Note                                                                  |
| --------------------------------------------------------------------- | --------------------------------------------------------------------- | --------------------------------------------------------------------- | --------------------------------------------------------------------- | --------------------------------------------------------------------- | --------------------------------------------------------------------- | --------------------------------------------------------------------- | --------------------------------------------------------------------- |
| 11-11-1945                                                            | Zurigo                                                                | Svizzera                                                              | 4 – 4                                                                 | Italia                                                                | Amichevole                                                            | -                                                                     |                                                                       |
| 27-4-1947                                                             | Firenze                                                               | Italia                                                                | 5 – 2                                                                 | Svizzera                                                              | Amichevole                                                            | -                                                                     |                                                                       |
| 11-5-1947                                                             | Torino                                                                | Italia                                                                | 3 – 2                                                                 | Ungheria                                                              | Amichevole                                                            | -                                                                     |                                                                       |
| 9-11-1947                                                             | Vienna                                                                | Austria                                                               | 5 – 1                                                                 | Italia                                                                | Amichevole                                                            | -                                                                     |                                                                       |
| 14-12-1947                                                            | Bari                                                                  | Italia                                                                | 3 – 1                                                                 | Cecoslovacchia                                                        | Amichevole                                                            | -                                                                     |                                                                       |
| 4-4-1948                                                              | Parigi                                                                | Francia                                                               | 1 – 3                                                                 | Italia                                                                | Amichevole                                                            | -                                                                     |                                                                       |
| 16-5-1948                                                             | Torino                                                                | Italia                                                                | 0 – 4                                                                 | Inghilterra                                                           | Amichevole                                                            | -                                                                     |                                                                       |
| 27-2-1949                                                             | Genova                                                                | Italia                                                                | 4 – 1                                                                 | Portogallo                                                            | Amichevole                                                            | -                                                                     |                                                                       |
| 27-3-1949                                                             | Madrid                                                                | Spagna                                                                | 1 – 3                                                                 | Italia                                                                | Amichevole                                                            | -                                                                     |                                                                       |
| Totale                                                                |                                                                       | Presenze                                                              | 9                                                                     |                                                                       | Reti                                                                  | 0                                                                     |                                                                       |

## Palmarès
- Campionato italiano: 4

Torino: 1945-1946, 1946-1947, 1947-1948, 1948-1949